# 亚尼·谢维宁
亚尼·谢维宁（芬蘭語：Jani Sievinen，1974年3月31日—），芬兰男子游泳运动员。他曾代表芬兰参加1992年、1996年、2000年和2004年夏季奥林匹克运动会游泳比赛，获得一枚银牌。